# Masdevallia monogona
Masdevallia monogona är en orkidéart som beskrevs av Willibald Königer. Masdevallia monogona ingår i släktet Masdevallia och familjen orkidéer.
Artens utbredningsområde är Peru. Inga underarter finns listade i Catalogue of Life.